# Angus Stone
Angus Stone (Sydney, 1986. április 27. –) ausztrál népzenei- és blues énekes–dalszerző, valamint producer és hangmérnök. Az Angus & Julia Stone duó egyik frontembere, Julia Stone öccse.
Első szólóalbuma (Smoking Gun) 2009 áprilisában jelent meg, melyen „Lady of the Sunshine” álnéven szerepel. Az album az ARIA toplistáján bekerült az első 50 helyre. 2012. április 13-án saját néven kiadott, második szólóalbuma (Broken Brights) a második helyet érte el.

## Élete
Angus Stone 1986. április 27-én született Sydney-ben. Szülei, John és Kim Stone szintén zenészek voltak. Apja, John először építész, később énektanár lett, ezen felül a Backbeat együttes tagja. Anyja, Kim tengerbiológus, gimnáziumi tanár, marketingszakember, befektetéskezelő; később igazgatósági tag. Angusnak két nővére van: Catherine 1982-ben, Julia pedig 1984. április 13-án született. A Newport Primary School és Barrenjoey High School iskolákba járt. Általános iskolásként nővéreivel együtt csatlakozott az apja vezette iskolai társulathoz. Családi összejöveteleiken az egész család zenélt: Angus harsonázott, Catherine szaxofonozott, Julia trombitált, Kim énekelt, John pedig szintetizátoron játszott. A szülők Angus 14 éves korában külön költöztek. Ő nem sokkal ezután popdalokat kezdett írni; később egy iskolai együttes énekese lett. Számos közösségi eseményen felléptek, itt saját műveket és feldolgozásokat is játszottak.
Mikor nővérével, Juliával Dél-Amerikában vakációztak, Angus gitározni tanította; Julia később elmondta: „[Angus] csodás dalokat írt... [ő] mutatta meg Bolíviában, hogy kell gitáron játszani, ezek a számok pedig lenyűgöztek.” „Ekkor a gitár még újdonság volt számomra. Csak azért vettem egyet, hogy megtanuljak játszani rajta. Szóval ott voltunk a chalalani dzsungel közepén, és Angus saját dalait játszotta. Nem sokat találkoztunk az elmúlt években – az iskola elvégzése után összeköltöztünk barátommal, Angus pedig szörfözött és korcsolyázott – és annyira gyönyörűek voltak a számai, hogy megkértem, tanítson gitározni, és ez volt gitáros karrierem, és feltételezem, barátságunk kezdete, valamint ezen csodás élmény kezdete.”
2005-ben Angus szabad mikrofon esteken kezdte karrierjét, néha nővére is énekelt. Első, Coogee Bay Hotel-beli fellépésükön Angus saját dalát, a Tearst játszották el. 2006-ban úgy döntöttek, közösen fognak zenélni; ekkor alakult meg duójuk. Márciusban vették fel első középlemezüket, a Chocolates & Cigarettest, mely augusztusban jelent meg.

### Lady of the Sunshine: Smoking Gun
2009 áprilisában a duó 2007 szeptemberében megjelent első albumának (A Book Like This) egy évig tartó népszerűsítő turnéja után Angus Stone kiadta első szólólemezét Smoking Gun címmel. Az albumon „Lady of the Sunshine” álnévvel szerepel. 2008-ban, hat hét alatt vették fel Govinda Doyle-lal, aki egyben a dobos és basszusgitáros is volt. Az albumot Doyle észak-queenslandi telkén, egy átalakított víztartályban vették fel. A Triple J közrádión Richard Kingsmillel folytatott interjú során Stone elmondta, hogy az albumot azért vették fel, mert egyre inkább ki akart törni. Elmesélte, hogy gimnáziumi évei alatt több rockbandában is játszott; Rage Against the Machine- és Red Hot Chili Peppers-dalokat dolgoztak fel – ennek nyomait érezni lehet a lemezen. „Minden érzés egy külön hang a fejemben; ezt hallani a felvételeken... Saját stílusomban akartam elkészíteni az albumot. Tetszett, ahogy a dalok saját útjaikat járják, pedig a legtöbb a legegyszerűbb ötletekből született.” A Smoking Gun az ARIA listáján az 50 legjobb album között volt. A Big Jet Plane című számot később a duó közösen feldolgozta, majd kiadták 2010 májusában kis-, később pedig középlemezként is.
2010 márciusában jelent meg a duó második albuma, a Down the Way, mely az ARIA listáján az első helyet érte el. 2011-ben az ARIA 3×-os platinalemezzé nyilvánította. 2010-ben ez volt a legtöbb példányszámban eladott album, melyet ausztrál zenész/együttes készített. A francia slágerlistán a 30 legjobb közé került, és 86 hétig volt a legjobb 200 között. Az ARIA 2010-es díjátadó gáláján az album elnyerte az „Év albuma”, a Big Jet Plane pedig az „Év kislemeze” címet. Ez utóbbi a Triple J 100-as toplistáján 2011-ben az első helyet érte el. Miután befejezték stúdióalbumuk bemutatására szervezett turnéjukat, utaik szétváltak. Stone szavaival élve: „megemeltük kalapunk és más irányba indultunk”.
A Rolling Stone-nak Julia elmondta, hogy 2011 januárjában elkezdték egy harmadik album felvételét is, de végül a projektet ejtették; Julia elmondta: „Nehéz lett volna eldönteni, melyik hat szám maradjon meg... Mindketten saját stílusunkban szerettünk volna alkotni, szóval úgy döntöttünk, hogy egy év szünetet tartunk”. Elmondta, hogy a dalok nem fognak megjelenni, viszont szólókarrierjük után újra összeáll a csapat.

### Broken Brights
2011-ben Angus második, Broken Brights című lemezén kezdett dolgozni. A Surfing World Magazine-nak elmondta: „Jó Juliával együtt dolgozni, de mindkettőnk keze a kormányon van. Ez egy lehetőség, hogy megragadhassam a kormányt, és kipróbálhassam magam.” A lemez Ausztráliában 2012. július 13-án jelent meg; a slágerlistán a 2. helyet érte el. A Broken Brights dal ingyen letölthető kislemezként felkerült a Triple J Home and Hosed blogjára. A második kislemez címe (Bird on the Buffalo) a merengő szerelem metaforája. Klipjében szerepel Isabel Lucas színésznő. Az Indie London újságírója, Jack Foley a következőket mondta a harmadik, Wooden Chair című kislemezről: „hipnotizáló, visszafogott, sok erőfeszítés van benne, kiváló; a háttérbeli suttogás pedig megrészegít. Élénk és romantikus, anélkül, hogy megpróbálna az lenni”. A dal szerepelt a Doktor Addison című amerikai tévésorozat 6. évadának 3. epizódjában (Good Grief). A negyedik, Monsters című kislemez videója szerepelt a The Huffington Postban.
Az albumon érződik Bob Dylan vagy az Eagles gyerekkorában Stone-ra tett hatása. A végeredmény nagyon hasonlít Bob Dylan stílusára, fesztelen, rockosabb elemekkel. A Vancouver Weeklyvel a felvételről folytatott interjú során elmondta: „Sokat tudtam meg az időről... Úgy általánosságban. Visszalépni, hagyni kibontakozni valamit, és akkor előlépni, amikor itt az idő.”

#### Fogadtatása
Az albumot Ausztráliában július 13-án, az Egyesült Királyságban július 16-án, az Egyesült Államokban július 17-én, Franciaországban pedig november 6-án adták ki. Az albumot az Államokban a Nettwerk, Ausztráliában és Angliában az EMI, Franciaországban pedig a Discograph adta ki. Foley a következőket mondta: „egyszerűen lenyűgöző... eddigi alkotásai... megmutatják sokoldalúságát. Klasszikus elemeket tartalmaz anélkül, hogy konkrétan utalna a régi nagyokra, Pettytől Neil Youngon át Dylanig”. Jen Wilson a következőket mondta a Beat Magazine-nak: „perceken belül átutazol az időn... Stone a Broken Brightson keresztül egy mesélő kaméleonként tűnik fel, aki minden stílust és műfajt feldolgoz.” Tony Hard, a Consequence of Sound munkatársa szerint „mindig van valami váratlan a sarkon.” A Triple J egyből megjelenésekor megválasztotta a „Hét albumának”. Leírásuk szerint „álmodozó, nyugodt, nosztalgikus, mely megmutatja Angus egyedi szövegírói képességeit.”

### Monsters
A kislemezt 2013. február 26-án adta ki a Nettwerk Productions. Egy korábbi, a Broken Brights albumon már szerepelt szám 5 perc 20 másodpercről 4 perc 3 másodpercre lett visszavágva; ezen felül egy ki nem adott dalt, az In the Glowot is tartalmazza.

### Dope Lemon: Honey Bones
2016-ban Angus „Dope Lemon” becenéven kezdett hozzá új albumához. A munkálatok saját farmján zajlottak Rohin Brown (The Walking Who együttes) és Elliot Hammon (The Delta Riggs együttes) segítségével. Az Uptown Folks dal 2016 februárjában jelent meg; a Triple J szerint „kellemes, nyugtató rock”; a Marinade című szám pedig májusban jelent meg kislemezként az iTunes Store-ban. Maga az album 2016. június 10-én jelent meg.

## 2012-es élő fellépései
Angus 2012 júliusában fellépett a Byron Bay-i Splendour in the Grass fesztiválon. Szeptemberben világszerte turnéra indult: játszott Angliában, az USA-ban, Európa többi részén és Ausztráliában is; több koncertje (például a brüsszeli, utrechti, berlini, Los Angeles-i és New York-i) is telt házas volt. A turné kezdetekor elmondta: „Amikor élőben játszom az embereknek, más lesz az eredmény, de ez sem kevésbé izgalmas... egy teljesen más módi”. Fellépései felkeltették a The Stainford Daily újságírójának, Sasha Arijantónak a figyelmét: „megbabonáztak a színpadról szóló édes hangok”. A montréali koncertet a Confront Magazine munkatársa, Caitlin Grimes a következőképp jellemezte: „nem tudok megnevezni más előadót, aki megragadja a csuklód, és azt érezteti, te is részese vagy történeteinek”.
Stone első fellépése az Enmore Theaterben volt november elsején. Számos ausztrál fesztiválon fellépett: Homebake, Woodford, Falls (mind a lorne-in, mind a Marion Bay-in), valamint részt vett a nyugat-ausztráliai Southboundon. 2013-as turnéján többek között érinti a londoni Shepherds Bush Empire-t is.

## Díjak és jelölések

### ARIA
| Év   | Jelölt         | Díj                           | Eredmény |
| ---- | -------------- | ----------------------------- | -------- |
| 2012 | Angus Stone    | Legjobb férfi előadó          | Jelölve  |
| 2012 | Broken Brights | Blues & Roots – Legjobb album | Jelölve  |

### AMP
| Év   | Jelölt      | Díj                    | Eredmény |
| ---- | ----------- | ---------------------- | -------- |
| 2013 | Angus Stone | Album – Broken Brights | Jelölve  |

## Diszkográfia

### Stúdióalbumok
- Smoking Gun (2009) (Lady of the Sunshine-ként)
- Broken Brights (2012) (Angus Stone-ként)
- Honey Bones (2016) (Dope Lemonként)

### Kislemezek
- Broken Brights (2012)
- Bird in the Buffalo (2012)
- Wooden Chair (2012)
- Monsters (2013)
- Uptown Folks (2016) (Dope Lemonként)
- Marinade (2016) (Dope Lemonként)

### Videóklipek
- Broken Brights (2012)
- Bird on the Buffalo (2012)
- Wooden Chair (2012)
- Clouds Above (2012)
- Monsters (2012)
- Coyote (2016)

### Egyéb
- River (2007) – Joni Mitchell-feldolgozás
- Four Seasons in One Day (2010) – Crowded House-feldolgozás Paul Kellyvel

## Fordítás
- Ez a szócikk részben vagy egészben  az   Angus Stone című angol Wikipédia-szócikk ezen változatának fordításán alapul.  Az eredeti cikk szerkesztőit annak laptörténete sorolja fel. Ez a jelzés csupán a megfogalmazás eredetét és a szerzői jogokat jelzi, nem szolgál a cikkben szereplő információk forrásmegjelöléseként.